# 721.º Grupo Aéreo Naval
El 721.º Grupo Aeronaval (第七二一海軍航空隊, Dai Nana-Futa-Hito Kaigun Kōkūtai) fue una unidad de guarnición de aeronaves y bases aéreas de la Armada Imperial Japonesa durante la campaña del Pacífico de la Segunda Guerra Mundial. Este grupo aéreo fue organizado para especialistas en ataques suicidas, también conocido como Cuerpo del Trueno Divino (Jinrai Butai).

## Estructura

### Unidades superiores
- Distrito Naval de Yokosuka (1 de octubre de 1944 - 14 de noviembre de 1944)
- Flota combinada (15 de noviembre de 1944 - 19 de diciembre de 1944)
- 11.ª Flotilla Aérea (20 de diciembre de 1944 - 9 de febrero de 1945)
- 5.ª Flota Aérea (10 de febrero de 1945 - 21 de agosto de 1945, disuelta).

### Unidades inferiores
- Escuadrón de bombarderos de ataque (1 de octubre de 1944 - 14 de noviembre de 1944)
  - Renombrado 711.º Escuadrón de Ataque el 15 de noviembre de 1944.
- Escuadrón Ohka (1 de octubre de 1944 - 21 de agosto de 1945)
- Escuadrón Suisei (15 de noviembre de 1944 - 14 de febrero de 1945)
  - Los aviones y los pilotos se trasladaron al 722.º Grupo Aeronaval el 15 de febrero de 1945.
- 305.° Escuadrón de Cazas (1 de febrero de 1945 - 19 de agosto de 1945)
- 306.° Escuadrón de Cazas (15 de noviembre de 1944 - 19 de agosto de 1945)
- 307.° Escuadrón de Cazas (1 de febrero de 1945 - 19 de agosto de 1945)
- 708.° Escuadrón de Ataque (20 de diciembre de 1944 - 21 de agosto de 1945)
- 711.º Escuadrón de Ataque (15 de noviembre de 1944 - 5 de mayo de 1945, disuelto).
  - Los aviones y los aviadores se trasladaron al 708.° Escuadrón de Ataque el 5 de mayo de 1945.
- Kamikaze
  - Unidad Shinken
  - Unidad Shichisei
  - Unidad Tsukuba
  - Unidad Showa

### Comandancia
- Capitán Motoharu Okamura (50) - 1 de octubre de 1944 - 30 de septiembre de 1945

## Véase también

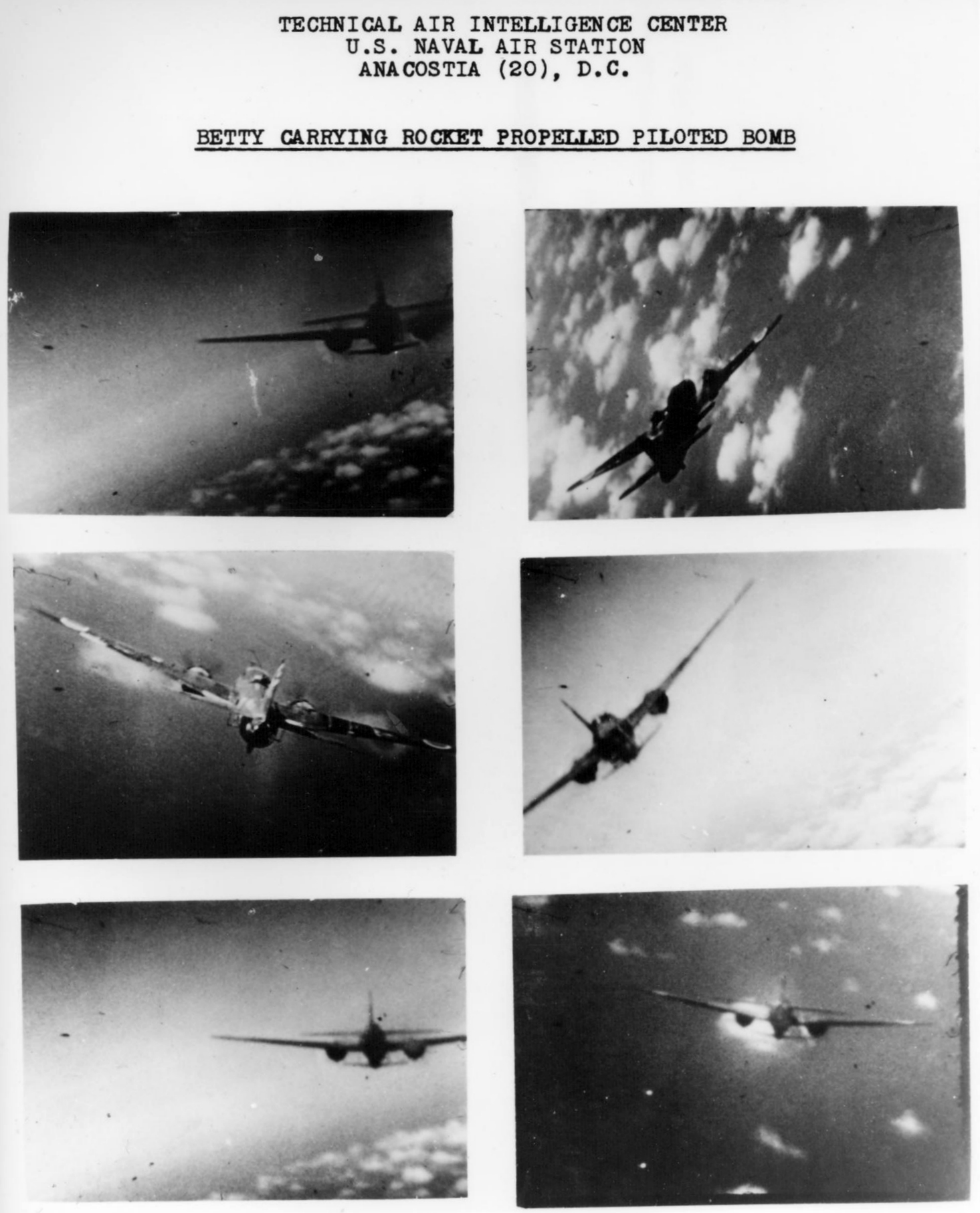
Mitsubishi G4M2E "Betty" del 711.° Escuadrón de Ataque/721.° Grupo Aeronaval bajo ataque el 21 de marzo de 1945.